# Càlamo
Càlamo è un film italiano del 1976 diretto da Massimo Pirri e interpretato da Lino Capolicchio.

## Trama
Riccardo, appartenente a una famiglia altoborghese della Puglia, studia in un collegio svizzero tenuto da religiosi. Ha una relazione incompleta con la sorellastra Stefania, che un giorno gli annuncia il suo fidanzamento e il prossimo matrimonio. Riccardo, portandosi la tonaca appresso, cerca disperatamente di conquistare l'ormai riluttante sorellastra.

## Produzione
Paola Montenero ha diverse scene di nudo, in cui mostra il suo pube completamente depilato. Il regista Massimo Pirri, all'epoca fidanzato con l'attrice, spiega: "Volevo che Paola, così magra e glabra, rappresentasse qualcosa di assolutamente puro, un'immagine quasi futuribile. Le chiesi, perciò, questo piccolo sforzo; che si risolse in una cosa tragicomica... perché era il truccatore a depilarla... ma dopo un po' i peli, naturalmente, cominciavano a ricrescere e le facevano un male tremendo".